# Springer Mountain
Springer Mountain est un sommet culminant à 1 153 mètres d'altitude dans la forêt nationale de Chattahoochee-Oconee, dans le Nord de la Géorgie (États-Unis).
C'est l'extrémité méridionale du sentier des Appalaches et du Benton MacKaye Trail.